# Espace culturel Charles Beauchart
L'Espace culturel Charles Beauchart est le principal centre culturel de la ville de Meaux, dans le département de Seine-et-Marne, en France. Baptisé à sa fondation, en 1995, comme « Espace culturel Luxembourg » le centre fut rebaptisé « Espace culturel Charles Beauchart » en février 2013, du nom de Charles Beauchart (1947-2012), qui fut directeur des affaires culturelles à la mairie de Meaux, d'abord sous le mandat de Jean Lion (maire socialiste) et ensuite sous les mandats d'Ange Anziani et Jean-François Copé (maires UMP). Situé rue Cornillon, dans le quartier historique du marché de Meaux, l'Espace culturel Charles Beauchart réunit un théâtre (le Théâtre Luxembourg, qui comprend deux salles : la Salle Luxembourg et la Salle du Manège) et une médiathèque (la Médiathèque Luxembourg, dans laquelle se trouve l'un des fonds de documentation historique de la ville de Meaux ainsi qu'une collection d'enluminures).
Le bâtiment du centre fut spécialement conçu en 1995 par les architectes Jacques Ripault et Denise Duhart.

## Architecture

### Les architectes
Jacques Ripault est un architecte français. Depuis 1987, il participe à la construction de nombreux bâtiments : lycées, musées, bibliothèques, logements...
Denise Duhart a collaboré avec lui sur de nombreux projets.

### Le bâtiment
L'espace Luxembourg a été construit dans un style architectural « néo-moderne ».
La partie théâtre et la partie médiathèque ont volontairement été dissociées. Ces deux espaces sont reliés par le hall d'accueil situé au rez-de-chaussée et par les escaliers.
La nuit, le volume de la médiathèque devient luminaire pour symboliser la culture qui rayonne sur la ville.
La salle de concert est marquée à l'extérieur par une façade courbe qui répond à celle que fait la Marne entre le Marché et le centre ville.

## Médiathèque Luxembourg
La médiathèque Luxembourg (située au 2 rue Cornillon) fonctionne en partenariat avec la seconde médiathèque de Meaux, la médiathèque Chenonceau. Elle comprend 4 sections : Adultes, Jeunesse, Musique et Cinéma, Patrimoine.

### Le rôle de la médiathèque
La Médiathèque est un service public communal dont la mission est de permettre l’accès de tous aux savoirs, à la formation et plus généralement à l’acquisition des connaissances.
C’est un lieu de culture et d’information, mais aussi de formation, de plaisir et de détente.

### Son statut au sein de la municipalité
L’intervention municipale est constituée d’actions obligatoires, mais aussi d’actions facultatives issues de choix politiques propres à chaque commune.  C’est ainsi qu’elle accentue l’importance du rôle culturel au sein de la ville, par l’implantation de la médiathèque. 
Les actions municipales passent par le développement de la culture.

#### Capacité d'emprunt - Médiathèque Luxembourg
- 10 livres
- 5 revues
- 2 livres-cd
- 4 livres-lus
- 10 DVD
- 10 CD

Les animations, la consultation des documents et la visite des expositions sont libres et gratuites.
Les documents peuvent être conservés durant 5 semaines (avec possibilité de prolongation) et peuvent être réservés.

### Les différents espaces
La médiathèque Luxembourg s'étend sur 4000m²  et elle est répartie sur 5 étages :
- Rez-de-chaussée : la salle d’actualité propose à chacun la consultation de près de 150 périodiques (journaux et revues) pouvant aussi être empruntés, hormis le numéro en cours. C’est là aussi qu’est centralisée la banque de retour de tous les documents.
- 1er niveau : Pôle jeunesse : des bébés lecteurs aux adolescents.
- 2e niveau droit : Pôle Adultes Fiction : romans, romans policiers, SF, BD, mangas, Comics, Documentaires Art et Sciences humaines. Espace de travail sur place. Consultation PC internet.
- 2e niveau gauche : Pôle Musique et Cinéma : CD, DVD, écoute sur place, visionnage sur place. Consultation PC internet.
- 3e niveau : Pôle Adultes Documentaires : Sciences et Techniques, Sciences sociales, Philosophie, Psychologie, Métiers-emploi-formation. Espace de travail sur place. Consultation PC internet.
- 4e niveau : Pôle Patrimoine : consultation des ouvrages anciens, rares et précieux (sur demande), consultation Fonds local Meaux et sa région.

### La collection d'enluminures
La médiathèque de Meaux possède une collection d’enluminures (des peintures ou dessins souvent destinés à décorer des manuscrits médiévaux).
La majeure partie des manuscrits présents à la médiathèque proviennent de confiscations révolutionnaires, principalement de l'abbaye bénédictine de Saint-Faron : une Bible du XIIIe siècle, le Cartulaire de Chelles (1530-1550), plusieurs bréviaires, missels, psautiers et livres d'heures du XIIIe au XVe siècle et surtout un manuscrit du Roman de la Rose du XIVe siècle.
Les collections patrimoniales se composent d'un fonds d'ouvrages de 25 000 volumes et d'un fonds local d'environ 3 000 documents. Le fonds se constitue principalement d'ouvrages historiques et religieux. Cette collection est importante car chaque document est unique au monde.
En 2000, le ministère de la culture a lancé un plan de numérisation afin de permettre à tous d'y avoir accès. Les enluminures de la médiathèque ont donc été numérisées et sont disponibles sur le web.

## Théâtre Luxembourg
Le Théâtre Luxembourg (situé au 4 rue Cornillon) accueille chaque année une cinquantaine de spectacles : musique, théâtre, danse, humour...

### Les salles du théâtre
Il est composé de deux salles distinctes : la salle Luxembourg et la salle du Manège.

#### La salle Luxembourg
La salle Luxembourg est la salle principale du théâtre. Elle contient 601 places numérotées avec 445 places à l’orchestre et 156 places en balcon.

#### La salle du Manège
La salle du Manège contient 107 places. Elle sert surtout de salle de conférence.
Elle est équipée d’un plateau de 6 mètres d’ouverture et de 4,50 mètres de profondeur, d’un écran de projection de 5 mètres par 3 mètres avec équipement vidéo magnétoscope Umatic et VHS.
Elle est équipée d’un plateau de 17 mètres d’ouverture et de 15 mètres de profondeur avec 25 mètres de mur à mur.